# Sophus Mads Jørgensen

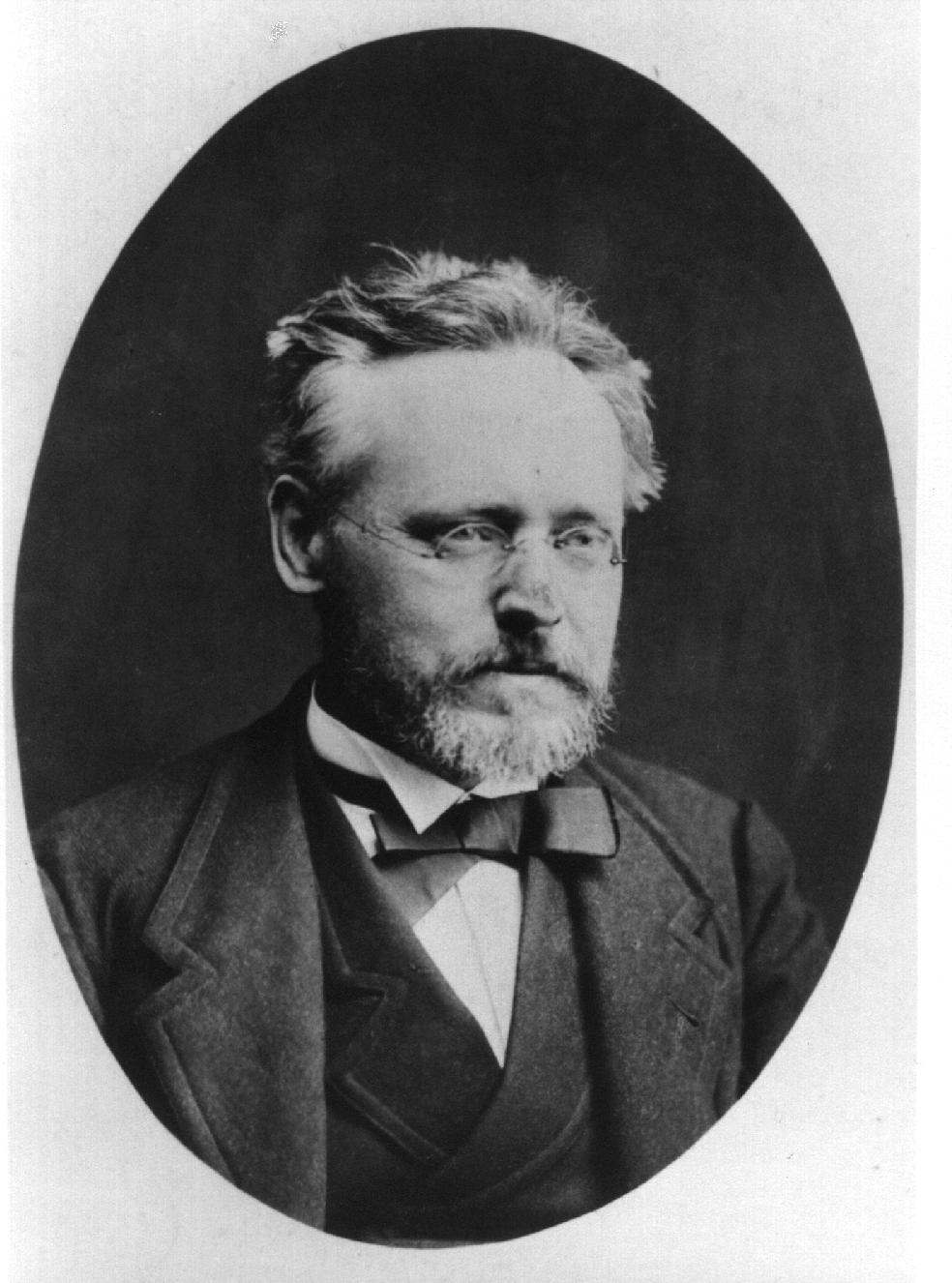
Sophus Mads Jørgensen

Sophus Mads Jørgensen (* 4. Juli 1837 in Slagelse, Seeland; † 1. April 1914 in Kopenhagen) war ein dänischer Chemiker.

## Leben
Er war der Sohn eines Schneidermeisters und studierte ab 1857 in Kopenhagen Chemie mit dem Magister-Abschluss 1863 und der Promotion 1869. Danach war er Assistent an der Universität und ab 1867 lehrte er Chemie am Polytechnikum. 1871 wurde er Lektor an der Universität und 1887 Professor für Chemie (rückwirkend seit 1871). 1908 ging er in den Ruhestand.
Er befasste sich vor allem mit Komplexchemie, besonders solche aus Ammoniak mit Metallen (Cobalt, Chrom, Rhodium, Platin), später Komplexverbindungen mit Wasser und Stickoxiden. Seine umfangreichen Experimente lieferten die Grundlage für die von dem Nobelpreisträger Alfred Werner entwickelte Theorie der Komplexverbindungen. Jørgensen stand dieser zunächst skeptisch gegenüber und debattierte mit Werner, erkannte sie aber ab 1909 an.
Er schrieb mehrere Lehrbücher und bildete viele dänische Chemiker wie Søren Sørensen oder Niels Janniksen Bjerrum aus.
Ab 1885 war er im Rat der Carlsberg-Stiftung, ab 1874 Mitglied der Königlich Dänischen Akademie der Wissenschaften (und 1899 deren Vorsitzender) und ab 1882 Mitglied der Königlichen Physiographischen Gesellschaft in Lund sowie ab 1899 Mitglied der Königlich Schwedischen Akademie der Wissenschaften. 1906 erhielt er die Lavoisier und Berthelot Medaille der Académie des sciences und er war Kommandeur 1. Grades des Dannebrogordens.
Er war Mitarbeiter an Gmelins Handbuch der anorganischen Chemie. Das reflektierte auch sein umfangreiches Wissen auf anderen Gebieten der Chemie. Er war außerdem für seine Genauigkeit und Gewissenhaftigkeit bekannt. Er hatte in Dänemark verschiedene offizielle Positionen (Zucker-Kommission, Arzneibuch-Kommission, Gips-Kommission (für den Erhalt von Gipsabdrücken in Museen), Berater des Zolls).